# Aga Khan Award for Architecture

Das Logo des Preises

Der Aga Khan Award for Architecture (zu Deutsch „Aga-Khan-Preis für Architektur“) ist ein von dem religiösen Führer Karim Aga Khan IV. (1936–2025) gestifteter Architekturpreis für Architektur- und Restaurierungsprojekte mit besonderer Wirkung für das Gemeinwohl, mit Fokus auf „Gesellschaften, in denen Muslime eine signifikante Präsenz“ haben. Der Preis wird vom Aga Khan Development Network verliehen und gilt als der größte seiner Art weltweit.
Der Aga Khan Award wird in Dreijahreszyklen an mehrere Projekte und ihre Architekten verliehen. Auch wenn die meisten Projekte aus der muslimischen Welt stammen, kommen die für diese verantwortlichen Preisträger auch aus nichtmuslimischen Ländern. Jury und Lenkungsausschuss für jeden Zyklus setzen sich aus einem internationalen Pool an Architekten, Intellektuellen, Wissenschaftern, Künstlern und Experten aus der Entwicklungszusammenarbeit zusammen.
Als einziger Architekt wurde Turgut Cansever dreimal ausgezeichnet.

## Preisträger (Auszug)
1980
- Hassan Fathy, Preis des Vorsitzenden für sein Lebenswerk
- Zlatko Ugljen, für die Weiße Moschee, Visoko, Bosnien und Herzegowina
- Rolf Gutbrod und Frei Otto, für das Hotel Intercontinental in Mekka, Saudi-Arabien
- Jean-François Zévaco für Wohnhäuser mit Patio in Agadir, Marokko
- Joe und Sune Lindström für die Wassertürme von Kuwait (Stadt) (Kuwait Water Towers und Kuwait Towers)

1983
- Haddsch-Terminal, Internationaler König-Abd-al-Aziz-Flughafen, Saudi-Arabien, von Fazlur Khan

1986
- Rifat Chadirji, Preis des Vorsitzenden für sein Lebenswerk
- Falké Barmou, für die Große Moschee von Yama, Niger
- Sedad Hakkı Eldem, für den Social Security Complex, Istanbul, Türkei
- DAZ/Kamran Diba: Wohnsiedlung Shushtar-Neustadt, Iran

1989
- Saleh Lamei, für die Restaurierung der großen Omari Moschee, Sidon, Libanon

- Jean Nouvel, für das Institut du monde arabe (IMA; Institut der arabischen Welt), Paris, Frankreich
- Ali Shuaibi, für den Al-Kindi Plaza, Riad, Saudi-Arabien[1]

1996
- Behruz Çinici, für die Moschee der Großen Nationalversammlung der Türkei, Ankara

1998
- Nayyar Ali Dada, für den Alhamra Arts Council Komplex, Lahore, Pakistan

1998
- OHO Joint Venture: Atelier Frei Otto with J.Fritz, Buro Happold, Omrania, für den Tuwaiq Palace, Riad, Saudi-Arabien[2]

2001
- Geoffrey Bawa, Preis des Vorsitzenden für sein Lebenswerk
- SOS-Kinderdorf, Akaba, Jordanien (Jafar Tuqan)
- Olbia Social Centre der Akdeniz-Universität, Antalya, Türkei (Cengiz Bektaş)
- Bagh-e-Ferdowsi, Teheran, Iran
- Datai Hotel, Langkawi, Malaysia

2004
- B2 Haus, Çanakkale, Türkei
- Bibliothek Alexandria, Ägypten
- Altstadt Jerusalem, Israel
- Petronas Towers, Kuala Lumpur, Malaysia
- Diébédo Francis Kéré, für die Grundschule in Gando, Burkina Faso
- Al-Abbas-Moschee, Asnaf, Jemen
- Nader Khalili, für seine Bautechnik „Super Adobe“ (Notunterkünfte aus Sandsäcken)

2007
- Zentralmarkt in Koudougou, Burkina Faso
- Moulmein Rise Residential Building, Singapur (WOHA Architects / Wong Mun Summ, Richard Hassell)
- Altstadt Schibam, Jemen
- Nikosia, Zypern
- Amiriya Rada'a, Jemen
- Botschaft der Niederlande, Addis Abeba, Äthiopien
- Technische Universität Petronas  in Teronoh, Malaysia
- METI Handmade School, Rudrapur, Bangladesch, von Anna Heringer und Eike Roswag-Klinge[4]

2010
- Wadi Hanifa Feuchtgebiete, Riad, Saudi-Arabien
- Wiederbelebung des Bezirks Bab B’Har in Tunis, Tunesien
- Enrique Sobejano und Fuensanta Nieto, für das Madīnat az-zahrāʾ-Museum in Córdoba, Spanien
- Textilfabrik Ipekyol, Edirne, Türkei
- Brückenschule in Xiashi, Fujian, China

2013
- Salam Zentrum für Herzchirurgie, Khartum, Sudan durch das italienische Architekturbüro Studio Tamassociati, Venedig
- Revitalisierung des historischen Zentrums von Bir Zait, Palästina
- Urbanes Infrastrukturprojekt Rabat-Salé, Marokko
- Sanierung des Basars von Täbris, Iran
- Bernardo Bader für Islamischen Friedhof AltachIslamischer Friedhof Altach

2016

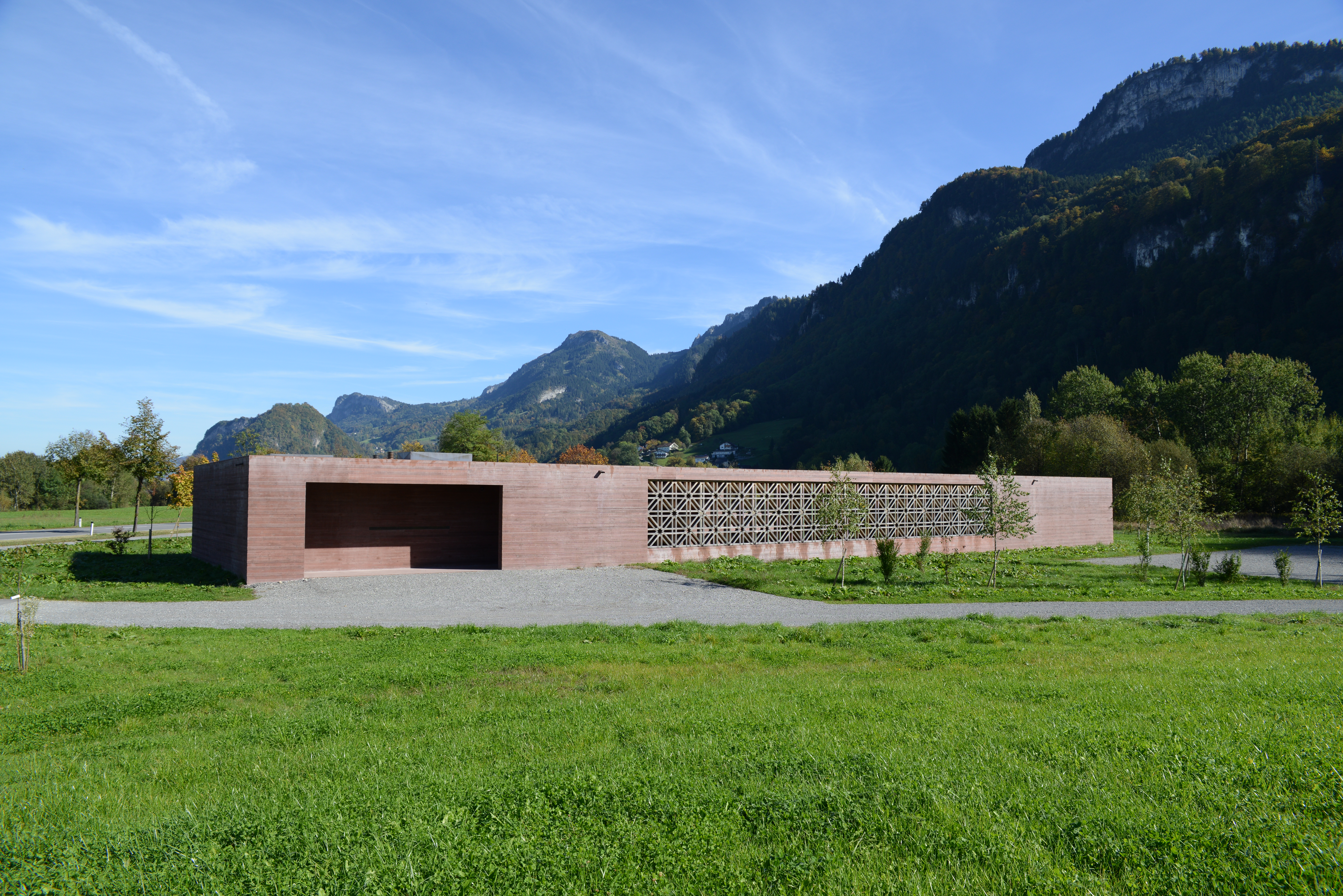
Islamischer Friedhof Altach

- Bait Ur Rouf Moschee in Uttara, Dhaka, Bangladesch
- Friendship Centre in Gaibandha, Bangladesch
- Hutong Children’s Library and Art Centre in Peking, China
- Superkilen, ein Park in Kopenhagen, Dänemark
- Tabiat-Fußgängerbrücke in Teheran, Iran
- Issam-Fares-Institut in Beirut, Libanon

2019

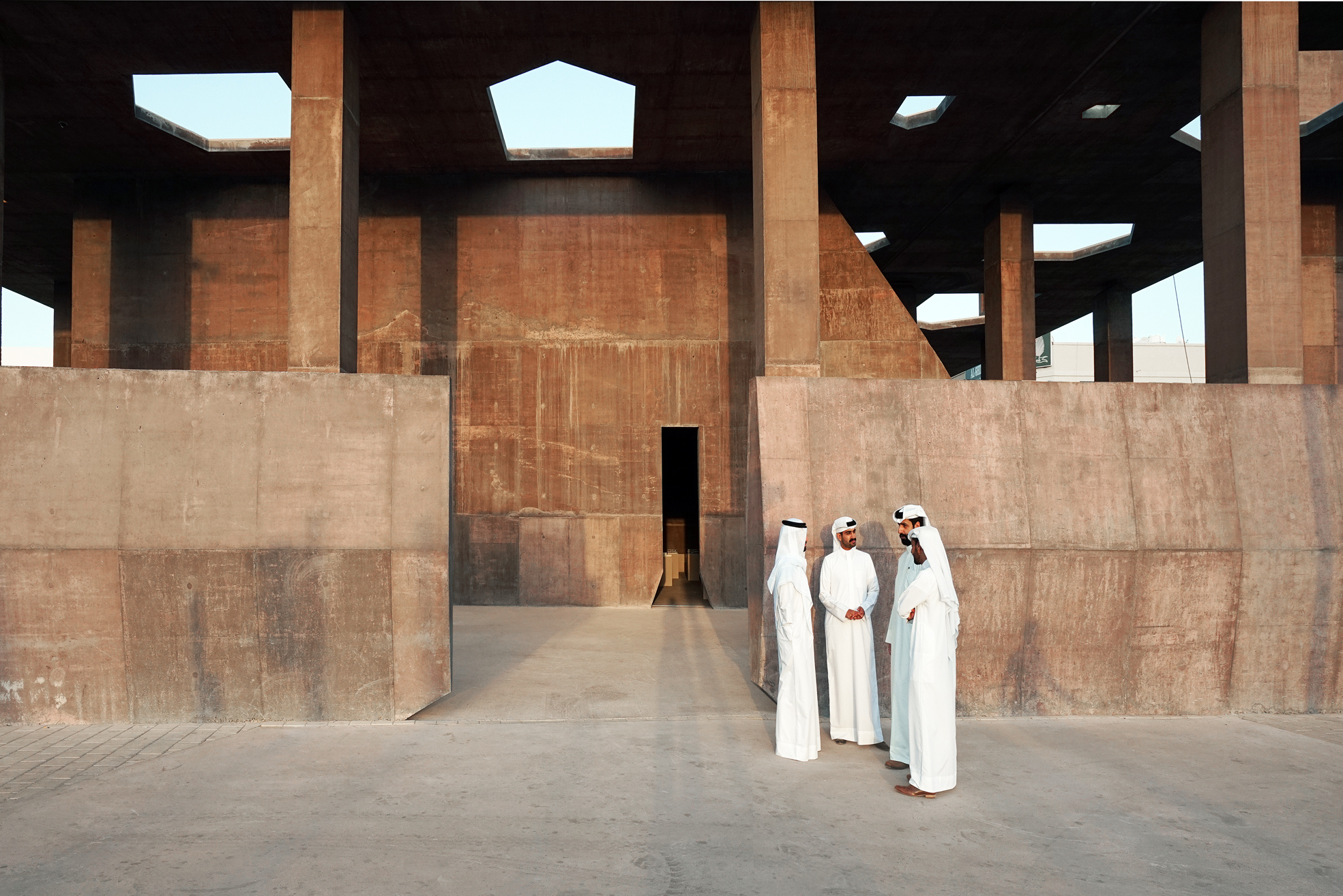
Besucherzentrum Pearling Site

- Wiederbelebung von Al-Muharraq, Bahrain (OFFICE KGDVS, Bas Smets, Valerio Olgiati, Christian Kerez, Anne Holtrop, Leopold Banchini und Noura Al Sayeh Holtrop)
- Arcadia Education Centre in South Kanarchor, Bangladesch
- Palästinensisches Museum in Bir Zait, Palästina
- Entwicklungsprogramm für öffentliche Räume in Tatarstan
- Lehr- und Forschungsgebäude der Alioune-Diop-Universität in Bambey, Senegal
- Wasit Wetland Centre in Schardscha, Vereinigte Arabische Emirate

2022
- Urbane Flusslandschaften in Jhenaidah, Bangladesch
- Gemeinschaftsräume der Rohingya-Flüchtlingshilfe in Cox’s Bazar, Bangladesch
- Banyuwangi International Airport, Blimbingsari in Ost-Java, Indonesien
- Argo Museum für zeitgenössische Kunst und Kulturzentrum in Teheran, Iran
- Renovierung des Niemeyer-Gästehauses in Tripolis, Libanon
- Sekundarschule Kamanar in Thionck-Essyl, Senegal